# Adolf Lang
Adolf Lang (Praga, 15 giugno 1848 – Vienna, 2 maggio 1913) è stato un architetto ungherese.

## Attività professionale
Lang studiò a Vienna e, dal 1870, divenne il direttore dei lavori per la compagnia incaricata di progettare i viali della città di Budapest. Progettò, inoltre, numerose abitazioni private nella capitale magiara, per poi spostarsi a Bucarest. Rientrato in Ungheria, avviò una società con Antal Steinhardt per poi trascorrere gli ultimi anni di vita a Vienna.
Tra le sue opere, compare anche il Teatro di Stato di Košice.